# Lago de Zumpango
La laguna de Zumpango como se conoce hoy en día, es técnicamente un vaso regulador, con una capacidad de 100 millones de metros cúbicos de agua y una superficie aproximada de 1853 hectáreas. Cuando la CONAGUA realizó el primer llenado en el año de 1989, los hasta ese momento poseedores de los terrenos en donde está el cuerpo de agua fueron indemnizados al expropiar estos terrenos federales, aunque no todos aceptaron dicha liquidación aun así se realizó el primer llenado con agua residual.
El principal motivo de la construcción de este vaso regulador fue en su momento para poder dar agua a los núcleos agrarios de la región Zumpango-Nextlalpan-Teoloyucan.

## Toponimia
El nombre de este cuerpo de agua proviene del náhuatl Tzompanco, compuesto a su vez por las palabras tzompantli "muro de calaveras" y la terminación -co, que indica un lugar, sitio o espacio ocupado. Zumpango significa entonces  "lugar donde está el tzompantli" o "lugar de la hilera de calaveras".

## Historia
A partir del siglo XVII, el gobierno colonial buscó desaguar la cuenca del Valle de México debido a las inundaciones que afectaban a la Ciudad de México, y las aguas de la laguna de Zumpango fueron conectadas al río Tula a través de un túnel y el Tajo de Nochistongo, grandes obras de la ingeniería hidráulica de su tiempo. Lo cual redujo su extensión de forma considerable. Las obras fueron continuadas todavía en el siglo XIX y a principios del siglo XX.
A partir de 1990-1991 debido a la presión de los ribereños de San Pedro de La Laguna, San Juan Zitlaltepec, Santo Tomas, Analco, comunidades de los municipios que comparten la Laguna (Zumpango y Teoloyucan), el agua que ingreso a la Laguna fue de mejor calidad que la del primer llenado.
En esos años el agua que ingresaba a la laguna provenía de las presas: La Concha (Tepotzotlán), la presa Angulo y lago de Lirios ambos humedales ubicados en Cuautitlán Izcalli.
A partir del año 2003 después del Decreto del Gobierno del Estado de México donde pasa a ser un Área Natural Protegida "Santuario del Agua" la CONAGUA comenzó a ingresar agua de la Presa Madin ubicada en Atizapan de Zaragoza, el agua de esta presa que capta el agua pluvial de los relieves y lomerios de la zona y por ende la calidad del agua es buena.
El agua es conducida desde la presa Madin hasta la Laguna de Zumpango utilizando el Río Cuautitlán (que conduce aguas residuales) y en el último tramo se construyó el Canal Santo Tomas que va desde Santa Maria Caliacac (Teoloyucan) hasta el bordo perímetral de la Laguna de Zumpango. Dejando correr de 24 a 48 horas antes de abrir las compuertas del canal Santo Tomas, para que llegue un porcentaje mayor de agua pluvial de la Presa Madin, gracias a esta acción el porcentaje estimado del agua que llega a la Laguna es de 80-20 (80% agua pluvial - 20% agua residual) y en años más recientes llega a ser 90% pluvial - 10% residual.
En 2023, la Laguna de Zumpango dejó de tener agua y fue invadida por lirio acuático crassipes en su totalidad. Este sitio era un atractivo turístico que daba empleo a decenas de familias de la región, quienes atendían restaurantes, tiendas y servicios de lanchas a turistas que acudían cada fin de semana, pero hoy todo está abandonado. Las más de 2 mil hectáreas en las que el lago se extendía, ahora son fácilmente transitables a pie, carro o motocicleta, pues el nivel del agua bajó tanto en 2023 que terminó por secarse a mediados de septiembre.  Entre enero y febrero de 2024, grandes incendios consumieron pastizales y lirios secos de lo que quedó del lago, dejando una mala calidad del aire en las zonas aledañas. El ejército se tuvo que sumar a las labores de extinción del fuego.     En los meses posteriores se encontraron sembradíos en la extinta laguna, se explotaba su manto acuífero y se descargaban aguas residuales. Con la llegada de la temporada de lluvias, se rellenaron millones de metros cúbicos.

## Entorno ecológico

El islote San Pedro en el municipio de Zumpango.

Lago de Zumpango con garzas

La laguna de Zumpango es el principal recargador de los mantos freáticos de la región además crea todo un ecosistema y con todo y sus problemas de contaminación como prácticamente la mayoría de los cuerpos de agua del país sufren, por el tamaño y su capacidad de almacenaje es un regulador de temperatura, captador de CO2, y refugio para miles de aves que anualmente migran desde el norte del continente hasta el Centro y Sur del continente Americano. Se observan aves como pato canadiense como son bocon, cerceta, real, negro, chalcuán, golondrino, pinto, coronel, otros como la gallina de agua que además de ser migratoria un número importante es residente, pelícano blanco, pelícano gris (esporádico), garzas, gaviotas y muchas especies más, las cuales según (Saldaña 2002) contabilizo  93 especies durante poco más de un año.
ahora con los planes de la construcción del Nuevo Aeropuerto de la Ciudad de México en Santa Lucía, Zumpango, se deberá considerar algunas medidas de mitigación para impactar lo menos posible a la avifauna asociada a este cuerpo de agua tan importante para la región y para el Estado de México. 
Además de por fin contar con un plan de manejo para esta Área Natural Protegida y que afortunadamente ya existe un plan parcial que contempla exclusivamente la superficie cubierta con agua (1853 hectáreas) el cual esta en manos del Área Ambiental del Municipio de Zumpango (Dirección de Medio Ambiente y Ecología 2013-2015).    
El lago sufrió un proceso de degradación que se vio afectado por la presencia de asentamientos humanos en sus costas y la llegada de aguas negras provenientes de la Ciudad de México. El túnel Emisor Poniente, que originalmente había de destinarse exclusivamente al drenaje de aguas pluviales, transporta también aguas negras con un alto contenido de metales pesados y más de 800 toneladas de desechos, las cuales descarga a los afluentes del lago.  Actualmente el gobierno local y estatal han creado programas para su recuperación ya que representa un alto valor ecológico para la cuenca como para la cantidad de especies migratorias que se refugian en sus aguas que está siendo contaminadas por la población.
El turismo ha sido una alternativa para darle uso y destino de este cuerpo de agua, pero entre los problemas que enfrenta es la contaminación de residuos sólidos que arrojan los turistas, los fines de semana se ha convertido en un mercado con servicios de comida y alojamiento a bajo costo, lo que implica que no se destinan recursos para el mantenimiento constante de las riberas, las aves se ven afectadas por los motores de las lanchas y el ruido durante los recorridos hacia la isla.

### Composición espacial y temporal de aves acuáticas y rapaces en el Lago de Zupango: humedales del centro de México[14]
Los humedales cumplen una importante función ecológica como hábitats para diversos grupos de aves, en específico las de hábitos acuáticos. A pesar de su alta diversidad, en México existen escasos estudios sobre la composición y dinámica de la comunidad de aves en humedales. Un estudio publicado en la prestigiosa revista científica Cuadernos de Investigación UNED sobre la composición espacial y temporal de aves acuáticas y rapaces en humedales del centro de México permitió evaluar la dinámica espacial y temporal de la comunidad de aves acuáticas y rapaces en lo humedales de Lago de Zumpango, Lago de Guadalupe, Lago Nabor Carrillo y Parque Estatal Ecológico, Turístico y Recreativo Sierra Hermosa. Esta investigación permitió identificar un total de 105 especies de aves. Los valores más altos de diversidad se encontraron en el Lago de Zumpango (91 especies) y en el Lago Nabor Carrillo (91). La mayoría de estas especies son migratorias (63%), mientras que 30% son residentes, y 7% son introducidas. Se encontraron diferencias espaciales y temporales significativas (p<0,05) en la composición de la comunidad de aves. Conclusión: La mayor diversidad fue en Lago de Zumpango y Lago Nabor Carrillo, y la mayoría fueron especies migratorias.

## Turismo
El 12 de diciembre se hace un recorrido por el lago con la imagen de la Virgen, las embarcaciones son adornadas y se truenan cohetes acompañados de banda y 
cantos religiosos, siendo una romería muy vistosa.
Desde el Año 2008 existe en la Laguna de Zumpango un pequeño Parque Ecoturístico el cual opera de manera "funcional" aunque se necesita mayor inversión de recursos para hacerlo más atractivo para los visitantes locales y foráneos, además falta detonar la parte de Educación ambiental con recorridos ecoturísticos en las lanchas que dan servicio en la parte más explotada turísticamente que es San Pedro de La Laguna, Zumpango, sobre la carretera Zumpango-Cuautitlán. (Contemplado en el Plan de Manejo Parcial que realizó el Municipio de Zumpango). Los responsables del área turística principal es la Asociación de Turismo El Castillo S. S. S. que tienen la Administración y Custodia por Parte del Gobierno de Estado de México y de la Comisión Nacional del Agua del Gobierno Federal. 
Ya se cuenta con arraigo regional y en el lugar se cuenta con una gran cantidad de comercio del ámbito de alimentos en los cuales se venden antojitos mexicanos y el principal atractivo las Carpas empapeladas y las mojarras, con precios muy atractivos, de la misma forma los tradicionales paseos en lancha y de manera esporádica se han realizado eventos deportivos como la Nauticopa y exhibición de globos aerostáticos entre otros.   

## Área Natural Protegida
En el mes de octubre de 2019 se realizó el primer evento en Materia Ambiental denominado "Alas Metropolitanas" que se espera y sea el primero de varios que se realicen en la parte de La Laguna de Zumpango más conocida y visitada "Parque Ecoturistico". El evento fue realizado por las agrupaciones/asociaciones/organizaciones "Biodiversidad Laguna de Zumpango" - "Ecopil" y la "Asociación de Turismo el Castillo" esta última con la Administración y Custodia del Parque Ecoturístico.

## Mitos y leyendas
Una de las principales atracciones de la Laguna de Zumpango es su historia, entre ellas destacan dos, una de las principales, es la Leyenda de la Sirena, esta ha tenido mayor relevancia debido a que en redes sociales se han presentado varias versiones y cada persona que investiga o entrevista a los pobladores le da su toque, aunque lo ideal es visitar la Laguna y conocer de viva voz de la gente mayor, pescadores o de los Lancheros que son los que tienen la historia más apegada a los relatos de los adultos mayores que son los que traen la historia desde hace muchos años cuando la Laguna aun estaba unida con los Lagos de Xaltocan, Xochimilco, Texcoco, Chalco.
La otra leyenda conocida en torno a la Laguna de Zumpango son la de las Brujas y/o brujos, característico y atribuyendo a la comunidad de San Juan Zitlaltepec, de igual manera hay varias versiones de esta leyenda que desde hace varios años se viene contando por los antepasados de la gente originaria de Zitlatepec, pero de la misma forma que la Leyenda de la Sirena, lo ideal es visitar y platicar con gente de la comunidad para saber la historia más apegada a la versión original.

### Galería de imágenes

Lago de Zumpango
Fauna del lago
Globo en el lago
Eventos en el lago